# Parafia katedralna Świętego Ducha w Warszawie

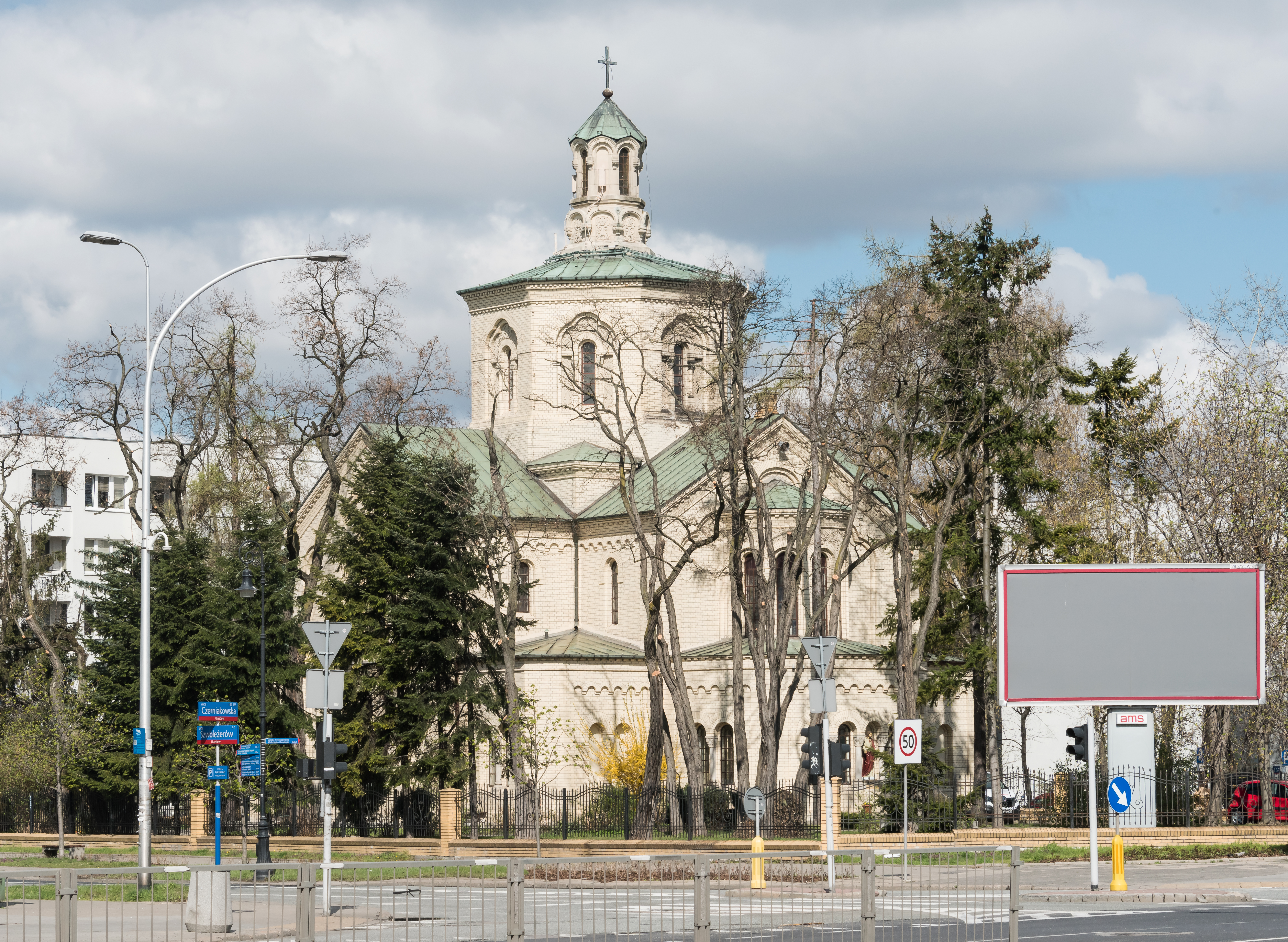
Katedra Świętego Ducha od strony ul. Czerniakowskiej

Parafia katedralna Świętego Ducha – parafia katedralna Kościoła Polskokatolickiego w RP znajdująca się w Warszawie, położona w dekanacie warszawsko-łódzkim diecezji warszawskiej.

## Historia

### Parafia
Parafia Świętego Ducha w Warszawie została zorganizowana w 1923; jej siedziba znajdowała się wtedy przy ul. Hożej 39. W tym czasie w stolicy działała jeszcze parafia Zbawiciela Świata przy ul. Żytniej. 
W 1945 siedzibę parafii przeniesiono do nowej porzymskokatolickiej świątyni położonej przy ul. Szwoleżerów 2. Od 25 kwietnia 1945 oficjalnie parafia zyskała miano parafii katedralnej Kościoła. Przy ulicy Szwoleżerów 4 znajduje się plebania parafii.
W 1952 parafia liczyła 480 wiernych, w 1954 – 450 wyznawców, w 1959 – 295 wiernych i 1400 sympatyków, a w 1965 – 369 wiernych i 67 sympatyków. Byli to wierni z całej Warszawy, głównie ze środowiska robotniczego (95%) i inteligenckiego (5%). Ponadto w 1961 erygowano w Warszawie dwie kolejne parafie: przy ul. Żytniej 41 (pw. Chrystusa Arcykapłana i Męczenników Narodu Polskiego) i Wilczej 31 (pw. Miłosierdzia Bożego; reaktywowana w 2005), ale do 1965 nie przekształciły się one w normalnie funkcjonujące placówki. Obecnie parafia liczy ok. 350 wyznawców z terenu całej stolicy i przyległych powiatów. 
W latach 1968-1998 proboszczem parafii był ks. dziek. inf. dr Tomasz Wójtowicz, jego następcą został ks. mgr Henryk Dąbrowski, wcześniej będący proboszczem w Studziankach Pancernych.
W Warszawie znajduje się również parafia polskokatolicka Miłosierdzia Bożego przy ul. Wilczej 31 oraz w pobliskim Konstancinie-Jeziornie misyjna parafia polskokatolicka pw. Świętych Apostołów Piotra i Pawła przy ul. Chylickiej 18.

### Świątynia
Katedra Świętego Ducha przy ul. Szwoleżerów 2 została wzniesiona jako cerkiew Lejb-Gwardyjskiego Pułku Ułanów Jego Wysokości, pod wezwaniem św. Martyniana. W okresie międzywojennym, po odzyskaniu niepodległości, świątynia ta służyła 1. Pułkowi Szwoleżerów Józefa Piłsudskiego. Od 1945 należy do Kościoła Polskokatolickiego w RP i jest pod wezwaniem Świętego Ducha.

## Cmentarz polskokatolicki

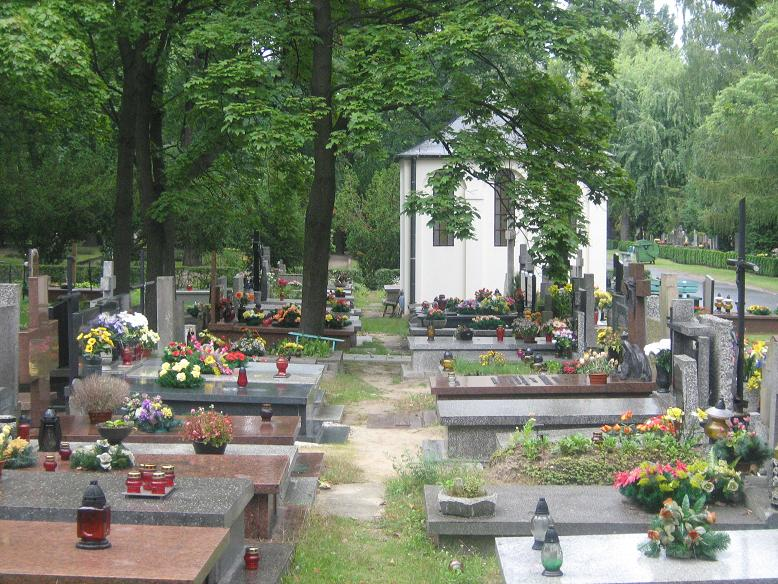
Cmentarz polskokatolicki

We wschodniej części cmentarza Wojskowego na Powązkach przy ul. Powązkowskiej 43/45 znajduje się wydzielony dla Kościoła Polskokatolickiego w RP kwartał (kwatera D) z Kaplicą Matki Bożej Nieustającej Pomocy, dookoła niej znajdują się nagrobki zasłużonego dla Kościoła duchowieństwa i społeczników. Na cmentarzu polskokatolickim spoczywają min.:
- bp Tadeusz Ryszard Majewski – zwierzchnik Kościoła Polskokatolickiego w RP w latach 1976–1994
- bp Józef Padewski – męczennik Polskiego Narodowego Kościoła Katolickiego (zginął w 1951 z rąk funkcjonariuszy Urzędu Bezpieczeństwa)
- bp Julian Pękala – zwierzchnik Kościoła Polskokatolickiego w PRL w latach 1951–1959 (przewodniczący zarządzającego kolegium biskupiego) oraz 1965–1975
- bp Maksymilian Rode – zwierzchnik Kościoła Polskokatolickiego w PRL w latach 1959–1965, wcześniej ksiądz rzymskokatolicki
- ks. doc. Edward Bałakier – znany wykładowca Chrześcijańskiej Akademii Teologicznej
- ks. Edward Narbutt-Narbuttowicz – ksiądz Polskiego Narodowego Kościoła Katolickiego, bliski współpracownik bpa Józefa Padewskiego
- ks. inf. dr Tomasz Wójtowicz – dziekan warszawsko-łódzki, proboszcz parafii Świętego Ducha w Warszawie w latach 1968–1998